# Corydalus cornutus
Espèce
Pour les articles homonymes, voir Corydale (homonymie).

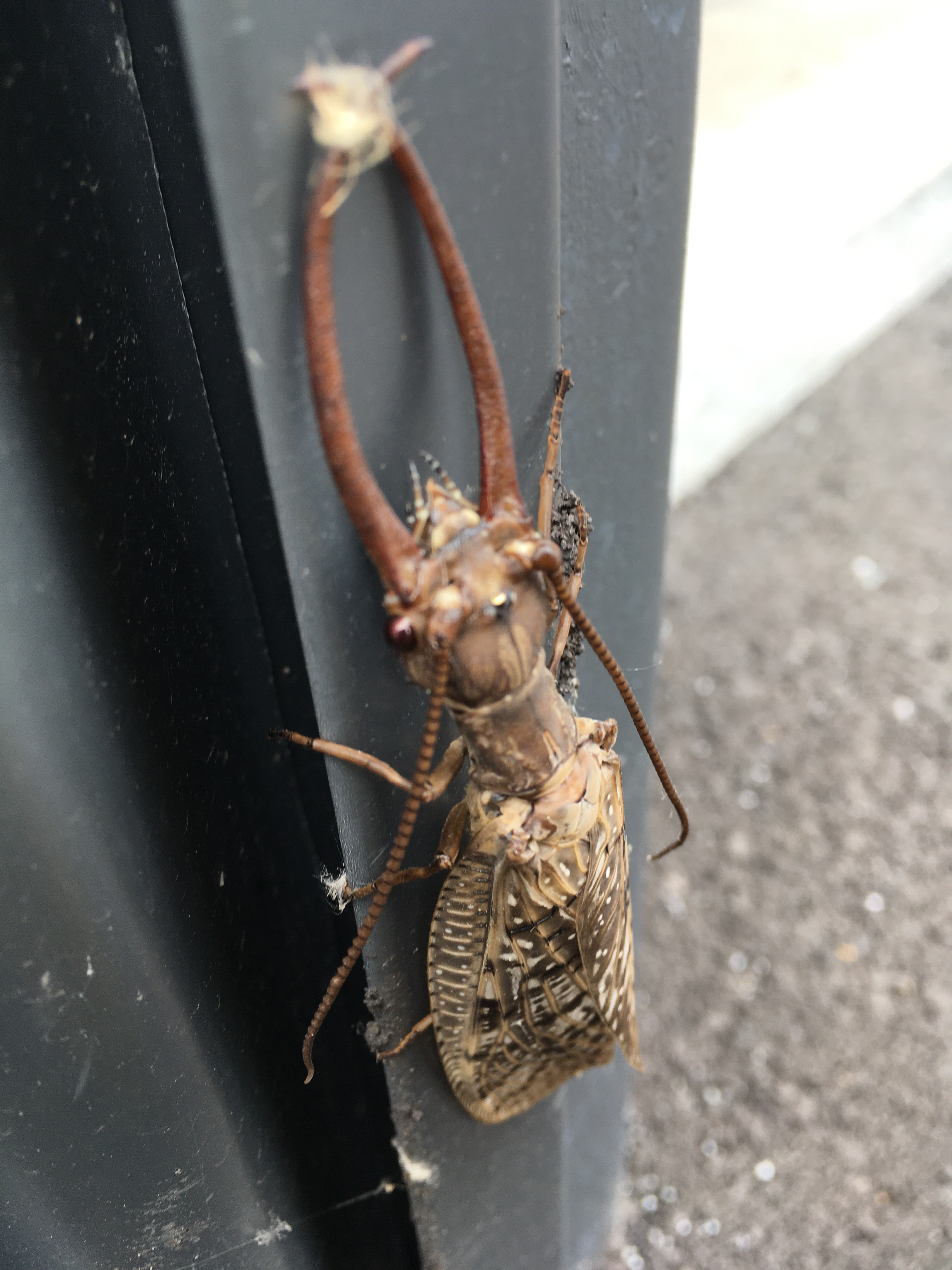

Corydalus cornutus, la corydale cornue, est une espèce d'insectes mégaloptères de la famille des Corydalidae, de la sous-famille des Corydalinae, et du genre Corydalus. Elle se trouve dans l'est de l'Amérique du Nord dans les régions riches en rivières à courant rapide où sa larve aquatique se développe. Ces larves sont les prédateurs invertébrés des cours d'eau les plus virulents. Elles adorent faire leur nid dans les interstices de murs de briques. Les nids peuvent contenir plus de 1 000 larves. Elles sont utilisées par les pêcheurs comme appât. Les mâles adultes portent deux grandes mandibules en forme de cornes; et, malgré cette apparence menaçante, ils sont complètement inoffensifs.

## Historique et dénomination
L'espèce Corydalus cornutus a été décrite par le naturaliste suédois Carl von Linné, en 1758.

### Synonymie
- Corydalus cognatus, Hagen, 1861
- Corydalus crassicornis, McLachlan, 1867
- Corydalus inamabilis, McLachlan, 1867
- Corydalus texana, Banks, 1903
- Corydalus texanus, Banks, 1903

### Noms vernaculaires
- Corydale cornue en français, Eastern Dobsonfly en anglais.

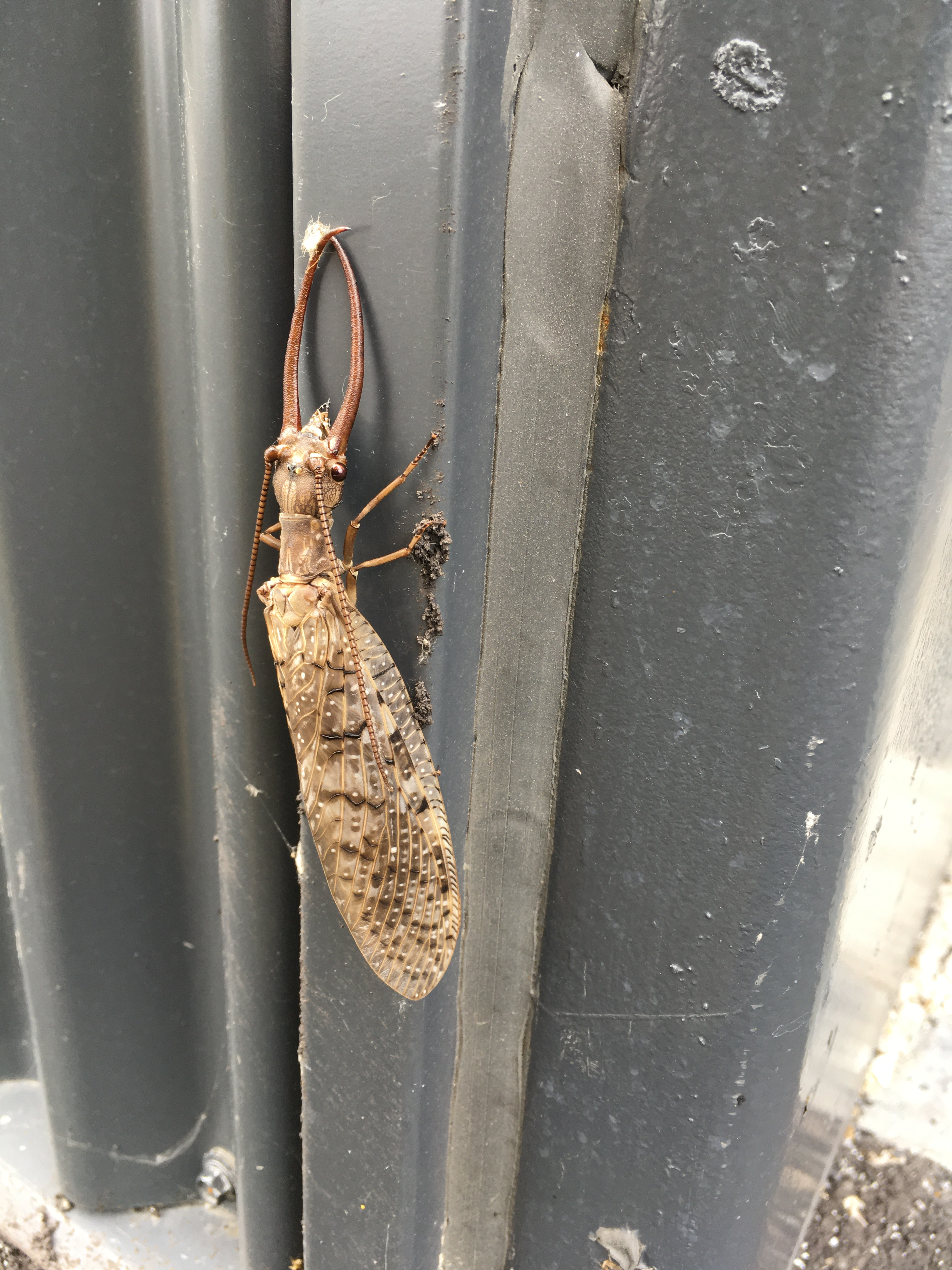

## Description

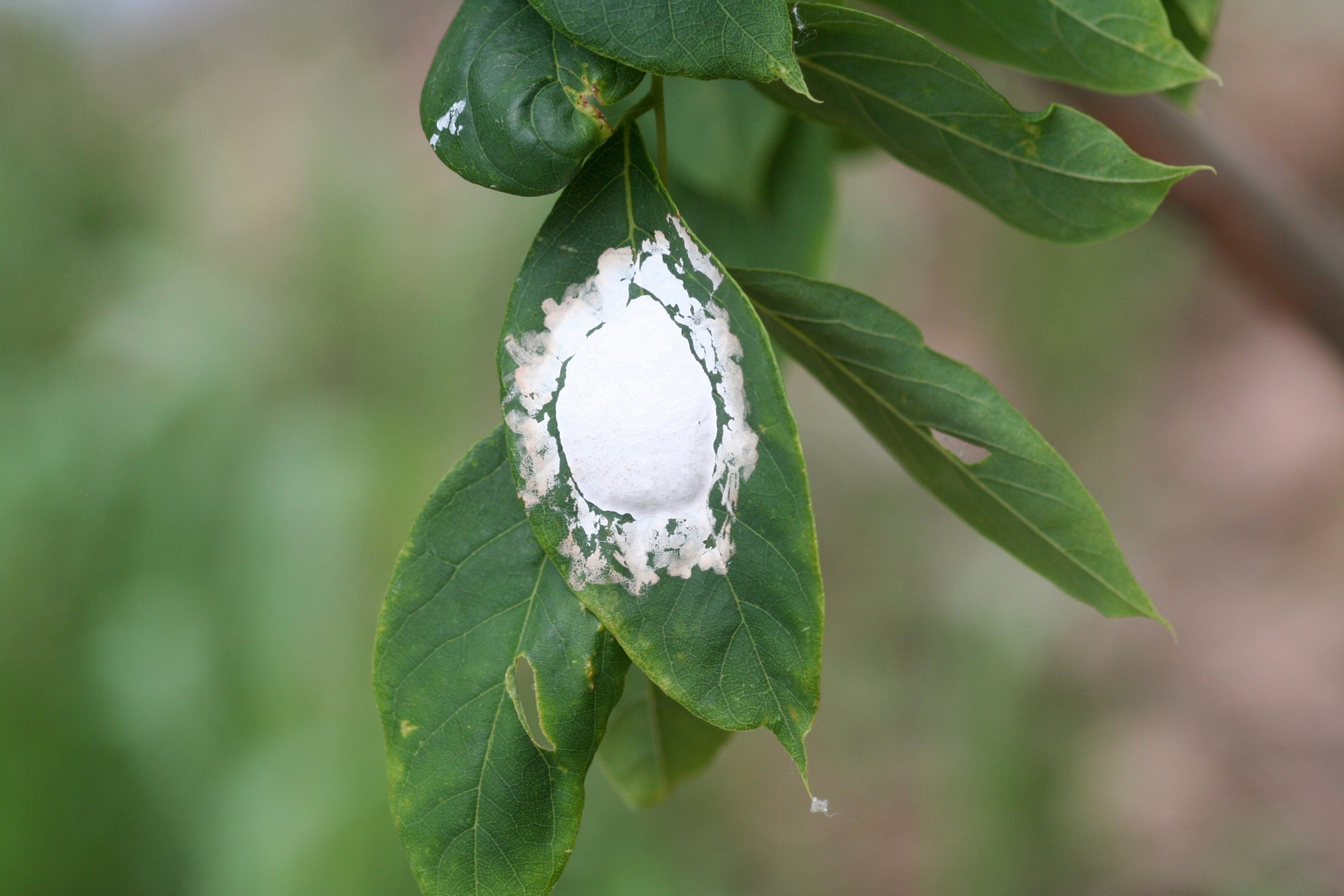
Œuf
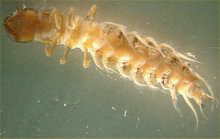
Larve
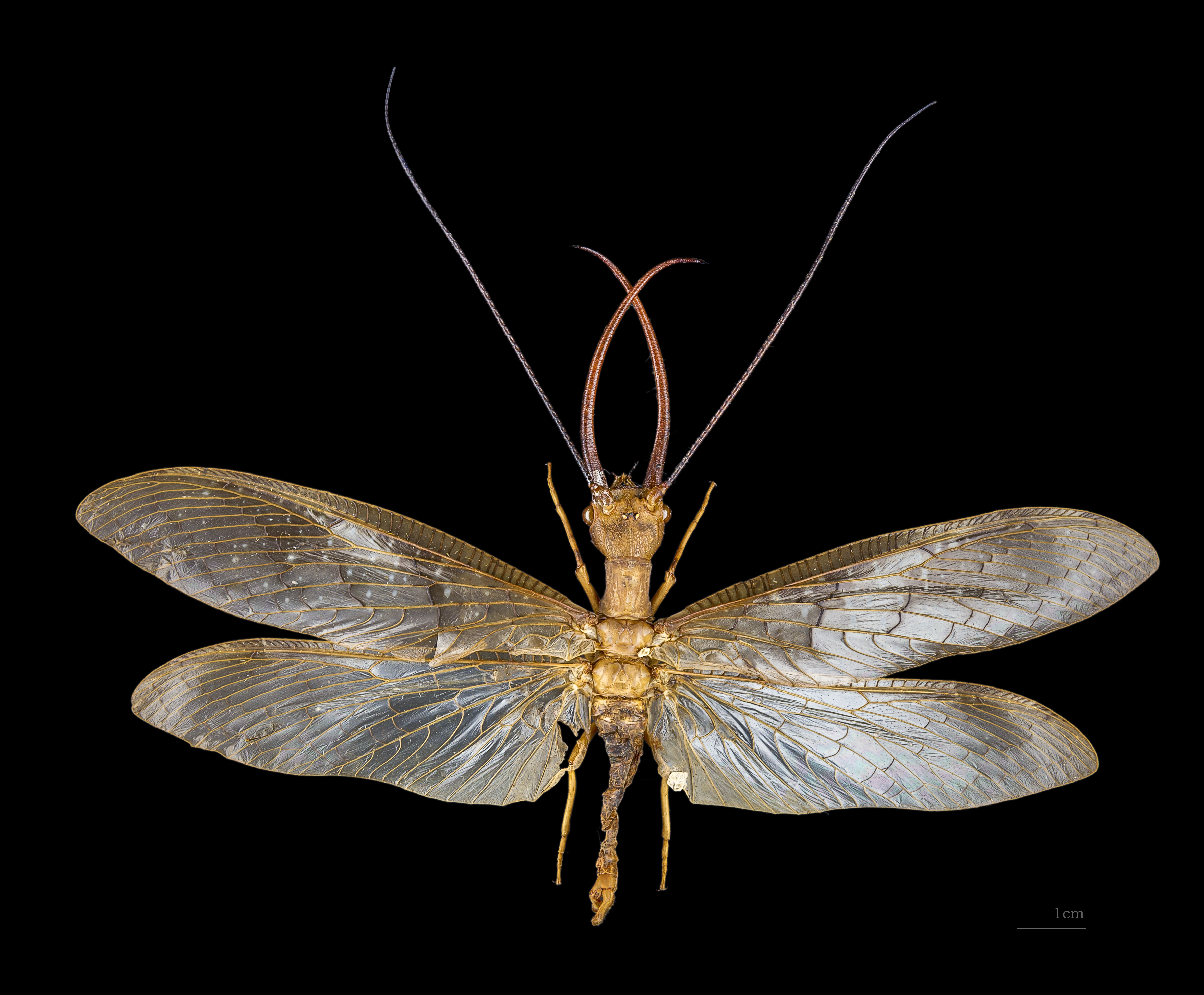
Imago ♂ - Muséum de Toulouse
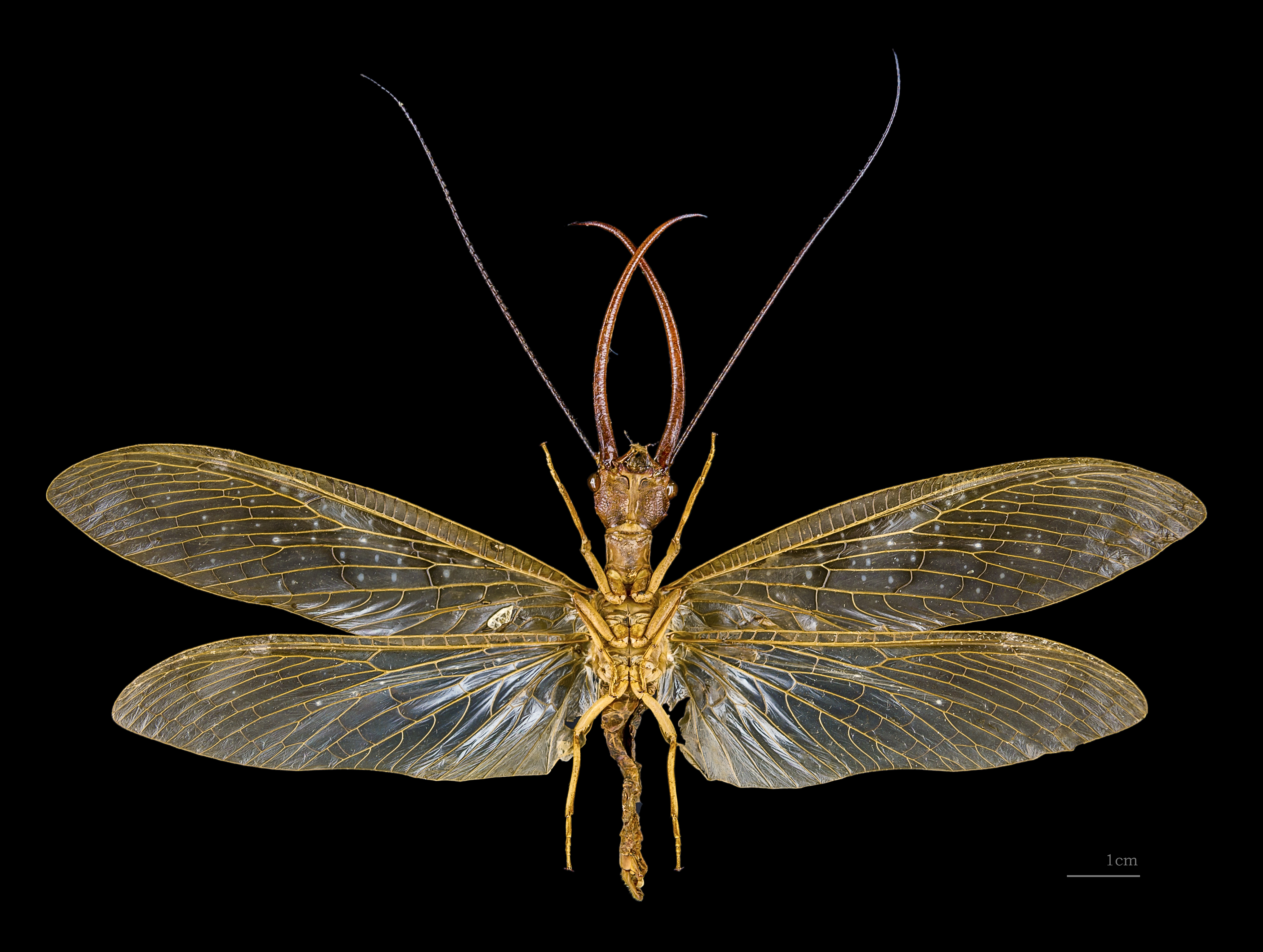
Imago △ ♂ - Muséum de Toulouse
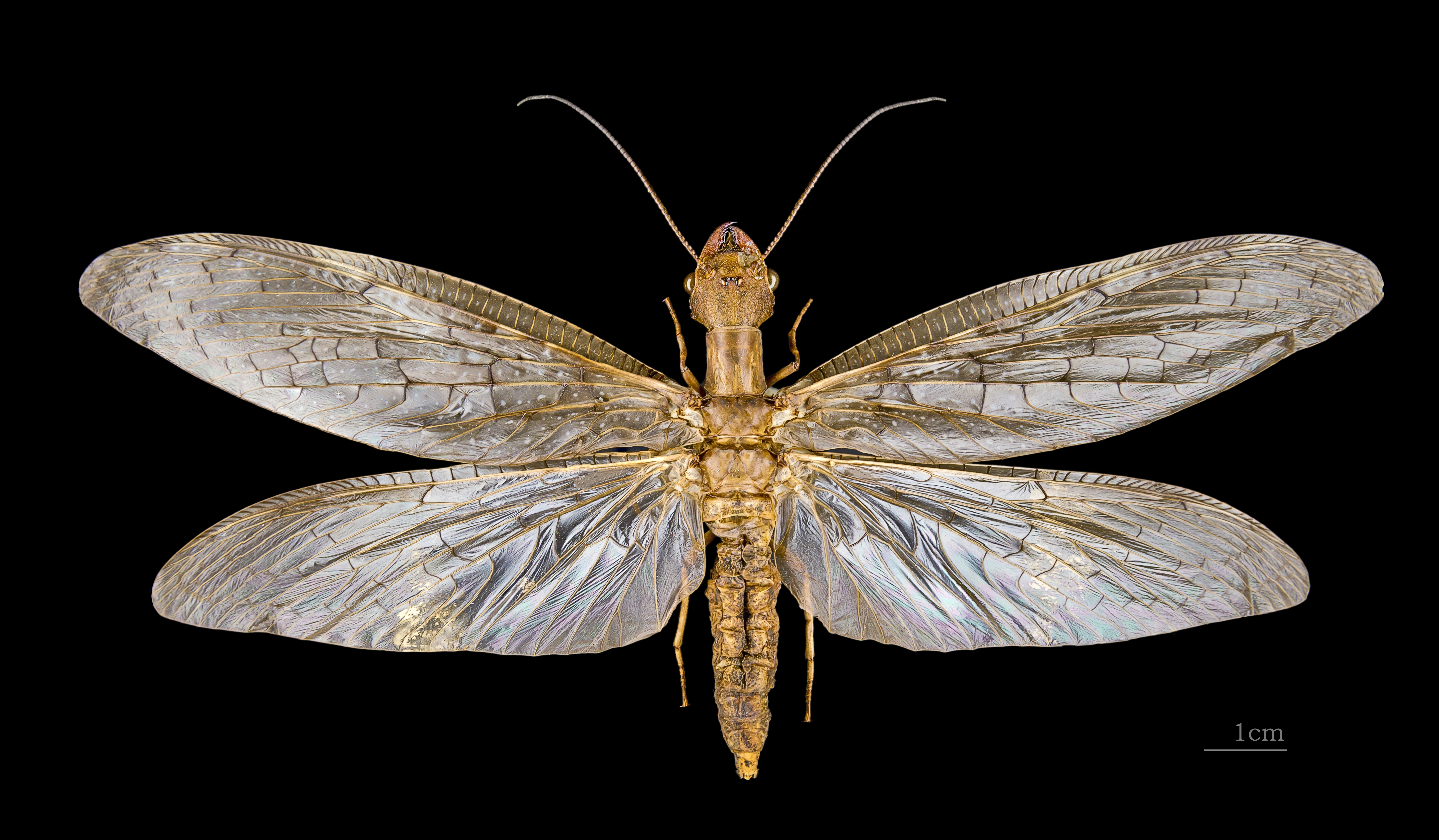
Imago ♀ - Muséum de Toulouse
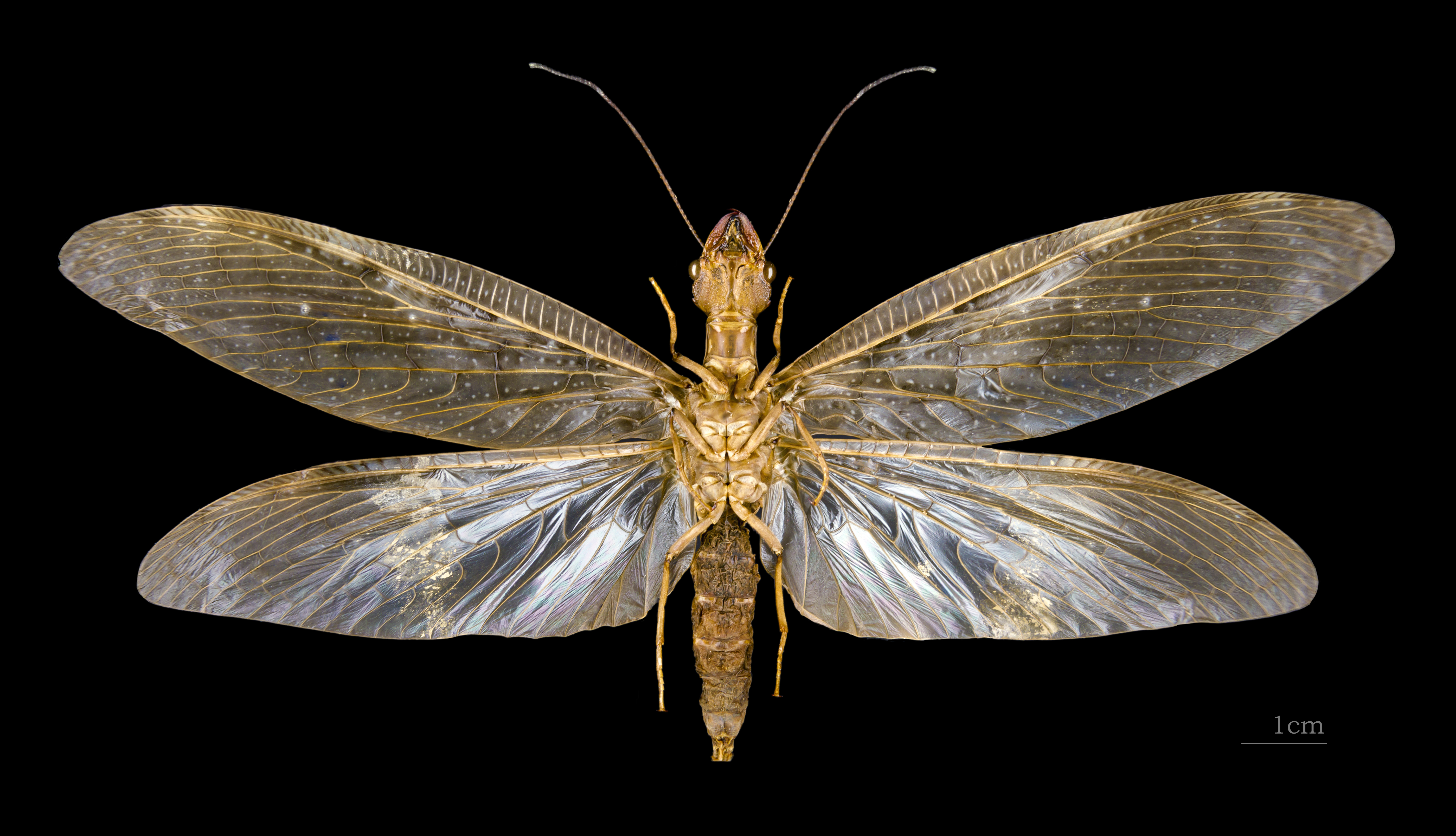
Imago △ ♀ - Muséum de Toulouse